# Federació de Joves Cristians de Catalunya
La Federació de Joves Cristians de Catalunya (FJCC) era un moviment juvenil promogut a Barcelona el 1931 per Albert Bonet i Marrugat, activista catòlic influït pels sokols txecs i pels Sacerdots Amics dels Joves, arran d'uns articles de Bonet a El Matí titulats Un viatge de cara als joves.
Mn. Albert Bonet i Marrugat, prevere de la diòcesi de Barcelona, preocupat per la manca de formació dels joves, en la dècada dels anys 30 recorregué diverses capitals europees entrant en contacte amb moviments de joves. Un dels que més el va atraure va ser el de la JOC, fundat per Josep Cardijn, a Bèlgica. De retorn a Catalunya, el Dr. Bonet impulsà, amb l'ajut d'altres preveres i laics, la Federació de Joves Cristians de Catalunya (FJCC), que entre els anys 1932 i 1936 aplegà més de vuit mil joves d'arreu de Catalunya que, formant part de grups arrelats en les parròquies i acompanyats en cada una d'elles per la figura del "capellà amic dels joves", duien a terme diverses activitats de formació (cercle d'estudis), esportives, etc.
El març del 1931 se'n va constituir el consell provisional, presidit per Fèlix Millet i Maristany. En foren vicepresidents el pare Pere Tarrés i Claret i Alexandre Simón i com a secretari Ferran M. Ruiz-Hébrard; els càrrecs foren reelegits formalment l'any següent. El seu òrgan fou el diari Flama. L'advocat Pere Puig i Quintana, mà dreta de Millet, va ser president de l'entitat abans de la guerra civil espanyola.
Pretenia ser un gran moviment de joventuts catòliques no adherit a cap partit polític i per damunt de tots els partits i les escoles. Adoptaren com a lema la frase atribuïda a Josep Torras i Bages Catalunya serà cristiana o no serà. Editaren el manifest Als joves cristians de Catalunya. Els joves de la Federació excel·lien en formació social i en vida cristiana. Els dos pilars de la FJCC eren l'estimació a l'Església i al seu magisteri social i l'amor a la Pàtria, Catalunya. La lletra del seu himne afirma: "Som Cristians i Catalans, que és com dir herois dues vegades".
La revista Flama va ser el principal òrgan de comunicació del moviment.
Entre els seus consiliaris destaquen les figures dels ja beats Dr. Pere Tarrés i del Dr. Josep Guardiet.
El moviment va patir fortes suspicàcies. Els partits de dreta els acusaven de ser nacionalistes catalans, com el també moviment catòlic Palestra i oposats a l'Obra d'Exercicis Parroquials i a les Congregacions Marianes, mentre que els d'esquerres els acusaven, sense embuts, de feixisme.
Tot i així, el 1932 es crearen les seccions d'avantguardistes (nois de 10 a 14 anys), que des del 1933 tingueren com a òrgan L'Avant, i a poc a poc s'organitzaren les distintes sotsfederacions professionals (agrícola, escolar, obrera, de dependents, universitària) i les agrupacions que promovien la cultura, el cant, l'esport i l'excursionisme. Pel juliol del 1936 tenia 14.000 afiliats d'edats entre 15 i 35 anys, uns 8.000 avantguardistes, i controlava publicacions com El Matí. Políticament eren propers a la Unió Democràtica de Catalunya i a la Lliga Catalana

## La Guerra Civil
Quan va esclatar la Guerra Civil espanyola, Fèlix Millet i altres membres fugiren a Burgos en un intent de salvar la vida i col·laboraren amb els insurrectes franquistes. Bona part dels qui restaren a Catalunya foren afusellats i perseguits per elements incontrolats d'esquerra. Durant la guerra civil del 36-39 prop de tres-cents joves de la Federació van ser assassinats.
El dia 6 de novembre del 2003, tingué lloc la sessió d'obertura de la causa de beatificació de Josep Maria Armengol i Serra i companys, de l'antiga Federació de Cristians de Catalunya. El procés, molt laboriós pel nombre de màrtirs que la componen, prossegueix en la realització de tots els requisits que li són propis.
Ruiz-Hébrard fou elegit president el 1937 i mirà de treballar per la pau i per la reconciliació, però no fou possible. En acabar la guerra civil el 1939, l'administrador apostòlic Miguel de los Santos Díaz de Gómara, que es malfiava d'ells, no els va permetre existir com a organització. Foren el precedent de l'actual Federació de Cristians de Catalunya.